# 6828 Elbsteel
6828 Elbsteel este un asteroid din centura principală de asteroizi.

## Descriere
6828 Elbsteel este un asteroid din centura principală de asteroizi. A fost descoperit pe 12 noiembrie 1990 la Siding Spring de Duncan I. Steel. Asteroidul prezintă o orbită caracterizată de o semiaxă mare de 2,69 ua, o excentricitate de 0,23 și o înclinație de 11,9° în raport cu ecliptica.